# 人獸形玉耳飾

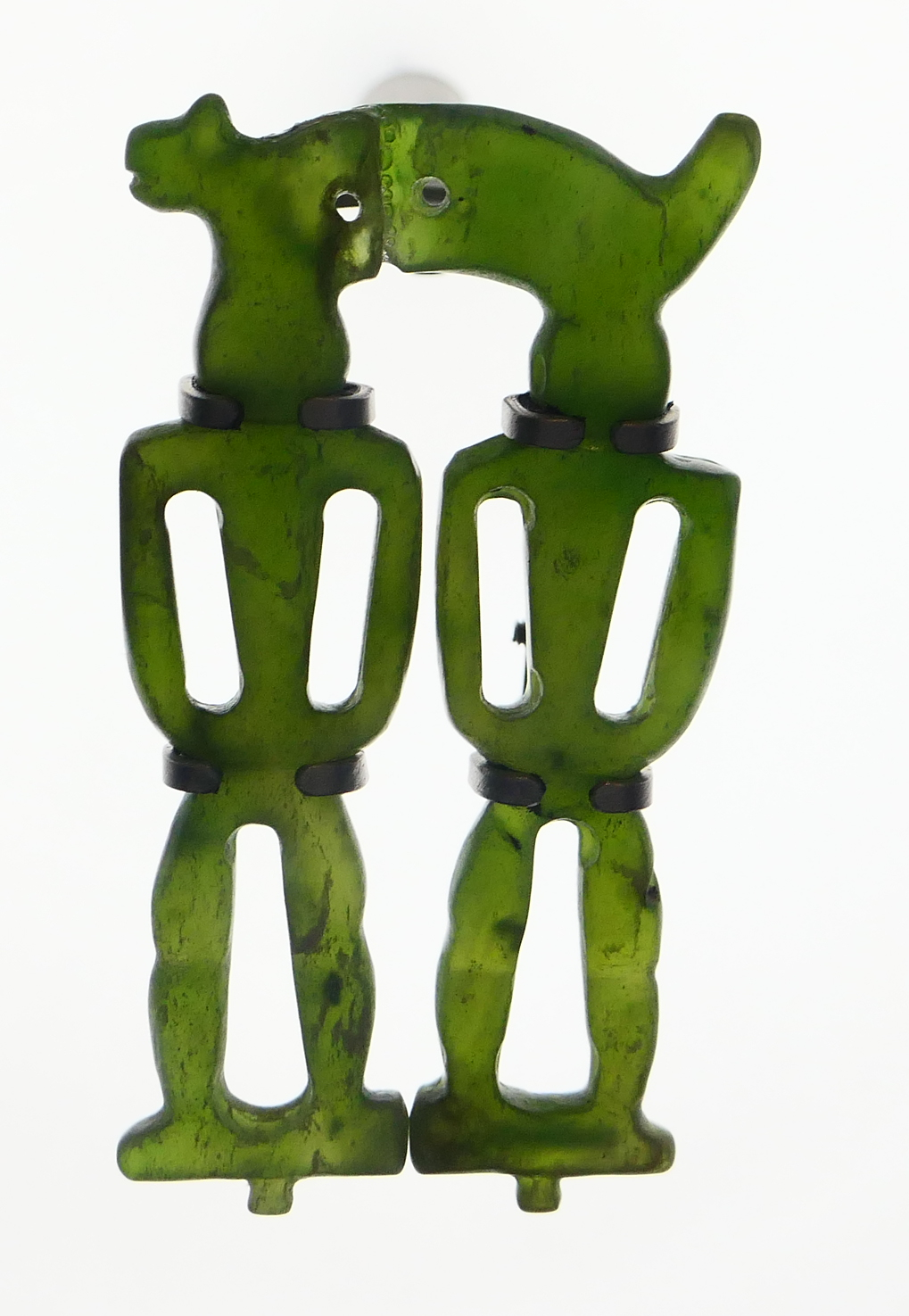
卑南遺址出土之國寶人獸形玉玦（©Pbdragonwang）

人獸形玉耳飾，或稱人獸形玉器、人獸形玉玦，是見於臺灣新石器時代的玉器，由於造型上具有器孔與缺縫加上出土資料的佐證，學者大多認為是用作耳飾。其主要形制為下方雕鑿兩個並立人形，雙手叉腰且雙腿分開，頭部頂著一個類似貓科或豬、鹿科動物的獸形，獸足與人形頭部相連。除了雙人獸形之外，偶見單人獸形及多環形等變形，整體而言，人獸形玉耳飾罕見於臺灣以外，是十分獨特的形式。

## 發現紀錄
人獸形玉耳飾全臺可見，但以北部及東部為多，主要發現於卑南文化、花岡山文化、圓山文化、丸山文化等，目前計有9處遺址41件紀錄。包含：臺北芝山岩遺址14件、臺東卑南遺址6件、花蓮石梯坪遺址1件、花蓮港口遺址4件、花蓮大坑遺址1件、宜蘭丸山遺址11件、屏東Chula遺址2件、臺南三寶埤遺址1件、新北十三行遺址1件。

## 指定國寶
目前僅有1件於1984年於卑南遺址出土的人獸形玉耳飾於2012年被指定為國寶，文資名稱為「人獸形玉玦」，此件國寶出自卑南遺址石板棺，同時伴隨出土之陪葬品尚有矛鏃、管珠、錛鑿形器等109件，推測為複體葬之大型棺葬，其年代約在距今2,800至2,300年前。
本件國寶以透雕方式雕鑿出人形，人形立於橫板上且橫板帶有乳突；獸首及獸尾上揚，然陪葬前獸身已斷裂，斷裂處兩端各見一修補孔。量測資訊顯示本件標本約長69mm、寬39mm，厚4.5mm，重17g。
學者認為其獸形可能象徵著部族起源的祖靈動物或圖騰，或者代表著獵物豐收、凱旋而歸的象徵。